# Moncton-Est (circonscription provinciale, 1974-2014)
Pour la circonscription provinciale active depuis 2014, voir Moncton-Est (circonscription provinciale).
Circonscription électorale provinciale du Canada

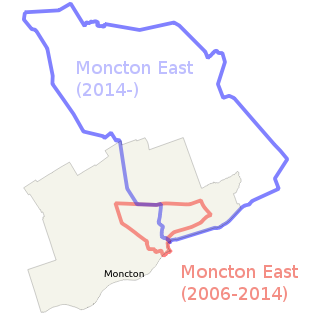
Les circonscriptions de Monton-Est (2006-2014) et de Moncton-Est (2014-) par rapport à la ville de Moncton.

Moncton-Est est une ancienne circonscription électorale provinciale du Nouveau-Brunswick au Canada. Elle fut active de 1974 à 2014.
Elle est dissoute au sein des circonscriptions de Moncton-Centre, Moncton-Est (2014) et Moncton-Sud.

## Liste des députés
|             | Joseph Raymond Frenette | Libéral                   | 1974 - 1978 |
| 1978 - 1982 | Joseph Raymond Frenette | Libéral                   |             |
| 1982 - 1987 | Joseph Raymond Frenette | Libéral                   |             |
| 1987 - 1991 | Joseph Raymond Frenette | Libéral                   |             |
| 1991 - 1995 | Joseph Raymond Frenette | Libéral                   |             |
| 1995 - 1998 | Joseph Raymond Frenette | Libéral                   |             |
|             | Bernard Lord            | Progressiste-conservateur | 1998 - 1999 |
| 1999 - 2003 | Bernard Lord            | Progressiste-conservateur |             |
| 2003 - 2006 | Bernard Lord            | Progressiste-conservateur |             |
| 2006 - 2007 | Bernard Lord            | Progressiste-conservateur |             |
|             | Chris Collins           | Libéral                   | 2007 - 2010 |
| 2010 - 2014 | Chris Collins           | Libéral                   |             |

1. ↑  Élection partielle de 1998 à la suite de la démission de Joseph Raymond Frenette.
2. ↑  Élection partielle du 5 mars 2007 à la suite de la démission de Bernard Lord.